# Nextbike
Nextbike est une société allemande fondée en 2004 à Leipzig (Allemagne), spécialisée dans la gestion de vélos en libre-service. En juin 2025, l'entreprise opère dans 400 villes réparties dans 23 pays dont la France, l'Allemagne, la Croatie, la Suisse. Son siège social, basé à Leipzig, compte une centaine d'employés. Les vélos et stations sont entretenus par des partenaires locaux.
En 2021, Nextbike GmbH a été rachetée par TIER Mobility, se renommant ainsi « nextbike by Tier » jusqu'à sa vente en avril 2024 à une firme privée équitable.
La gestion des vélos en libre service peuvent être initiés par les villes et les partenaires franchisés. Les coûts d'exploitation sont financés par des contrats avec les fournisseurs de transports publics et les municipalités, des frais de location et la vente d'espaces publicitaires sur les vélos eux-mêmes. Nextbike propose également des programmes de mobilités pour les lycées ou les universités et les entreprises, s'intégrant à la mobilité urbaine et régionale.

## Utilisation
Les utilisateurs doivent s'inscrire sur une plateforme d'enregistrement, car chaque vélo est verrouillé soit lui-même soit via une station de location. En scannant un code QR via celui présent sur le vélo ou via l'application de Nextbike les vélos peuvent être empruntés. Les vélos sont rendus via l'app, une hotline ou un terminal sur la station. Il y'a des villes où des zones délimités autorisent de rendre les vélos sur la voie publique contre des frais supplémentaires.

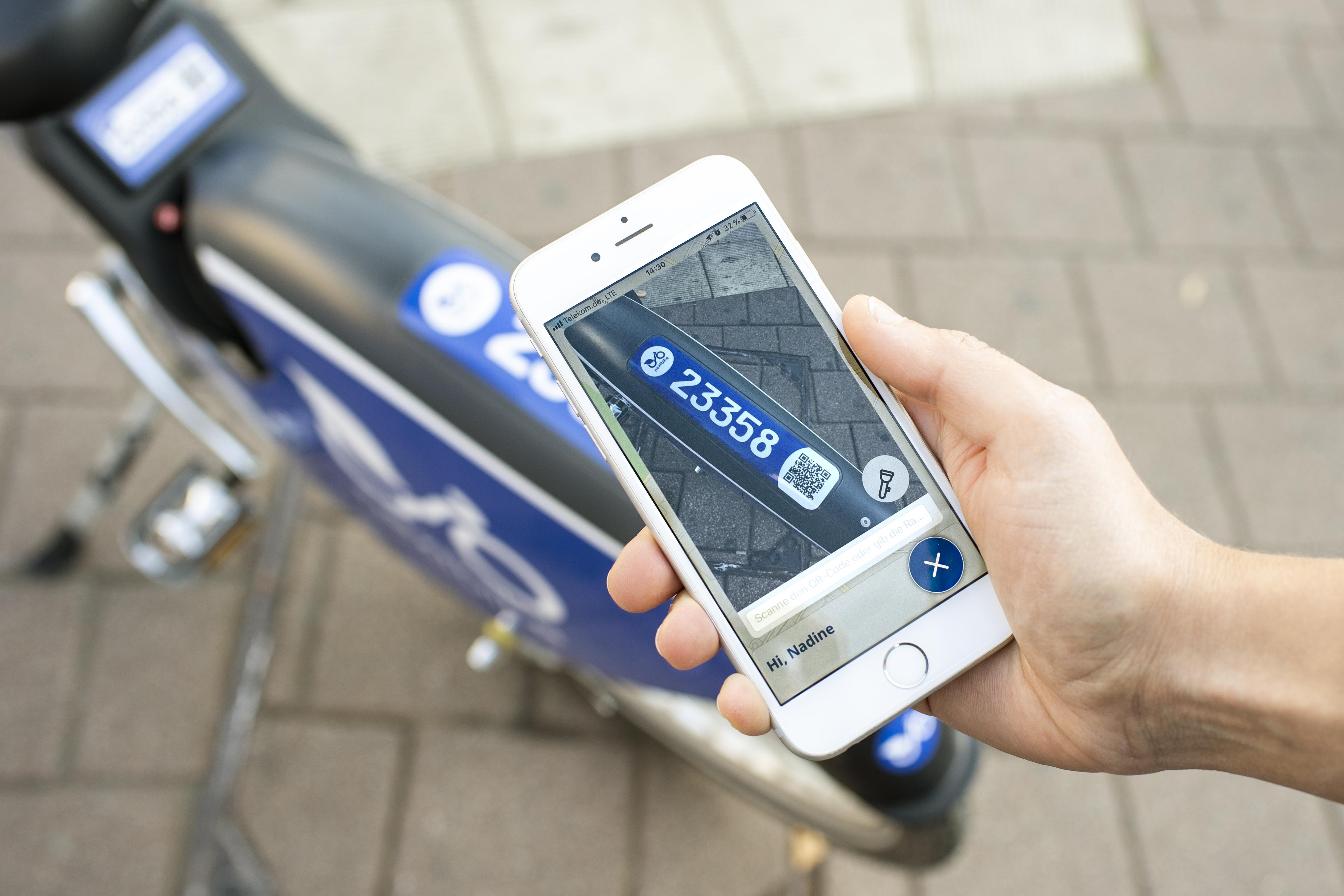
Déblocage d'un vélo en scannant le code QR.

## Projets

Pays auxquels Nextbike est présent en avril 2025

### Projets nationaux
Nextbike est présent dans des villes allemandes comme Berlin, Düsseldorf, Francfort-sur-le-Main, Hambourg, Leipzig, Munich, Nuremberg et Dresde. Les plus grandes implantations du système en Allemagne se trouvent dans la Ruhr, avec 3 000 vélos et à Berlin avec 5 000 vélos. Outre les grandes villes, il dessert également plusieurs petites villes allemandes, comme Bonn, où il dispose de 900 vélos.
KVB-Rad
Depuis 2015, la société de transports publics de Cologne propose environ 1 500 vélos à la location via Nextbike. Ils sont disponibles partout dans la zone flexible et complètent le système de transports publics. En 2021, le système a été renouvelé avec 3 000 vélos nouvelle génération suite à des actes de vandalisme ou de vol, et la zone flexible a été complétée par des stations en dehors du centre-ville,.
Metropolradruhr
Metropolradruhr a été lancé en 2010 comme l'un des plus grands systèmes régionaux de vélos en libre-service d'Allemagne. Il relie dix villes, dont Dortmund, Bochum, Essen et Oberhausen . Les vélos peuvent être restitués dans chacune de ces dix villes.
VRNnextbike
En 2015, Nextbike, en collaboration avec le Verkehrsverbund Rhein-Neckar, a lancé un autre système de partage de vélos interurbain avec plus de 2 000 vélos reliant Mannheim, Heidelberg, Ludwigshafen, et s'étendant en 2016 à Bensheim et Speyer. Nextbike coopère avec les universités et les collèges locaux en offrant des conditions spéciales aux étudiants.

### Projets internationaux
Deux des plus grands systèmes de location de vélos publics exploités par Nextbike sont Veturilo à Varsovie,, qui compte 3 000 vélos et MOL BuBi à Budapest.
En 2014, plusieurs systèmes de partage de vélos ont été lancés au Royaume-Uni, notamment dans les villes de Bath, Glasgow, Milton Keynes et Stirling . En avril 2015, un nouveau système de location publique a été lancé à Belfast, sous la marque Belfast Bikes .  Un système a été lancé à Cardiff en mai 2018. Le contrat pour le système de partage de vélos de Bath a pris fin en février 2019, et les vélos n'étaient plus disponibles à la location à partir du 8 février 2019.  Décrits comme le « système phare » de Nextbike au Royaume-Uni, les vélos de Cardiff ont été utilisés encore plus souvent pendant la pandémie en 2020.  Le système de Cardiff a fermé le 31 décembre 2023 après que Nextbike a déclaré que 3 000 vélos avaient été vandalisés ou disparus. 

### En France
En 2023, l'opérateur arrive en France et récupère la gestion de Vélhop, le service de location de Strasbourg.
En juin 2025, les services de vélos en libre-service VélO2 à Cergy-Pontoise ainsi que VéloCité à Mulhouse ont été repris par Nextbike apportant des vélos électriques avec respectivement 330 vélos (dont 220 électriques) et 240 vélos à assistance électrique à Mulhouse.

## Galerie

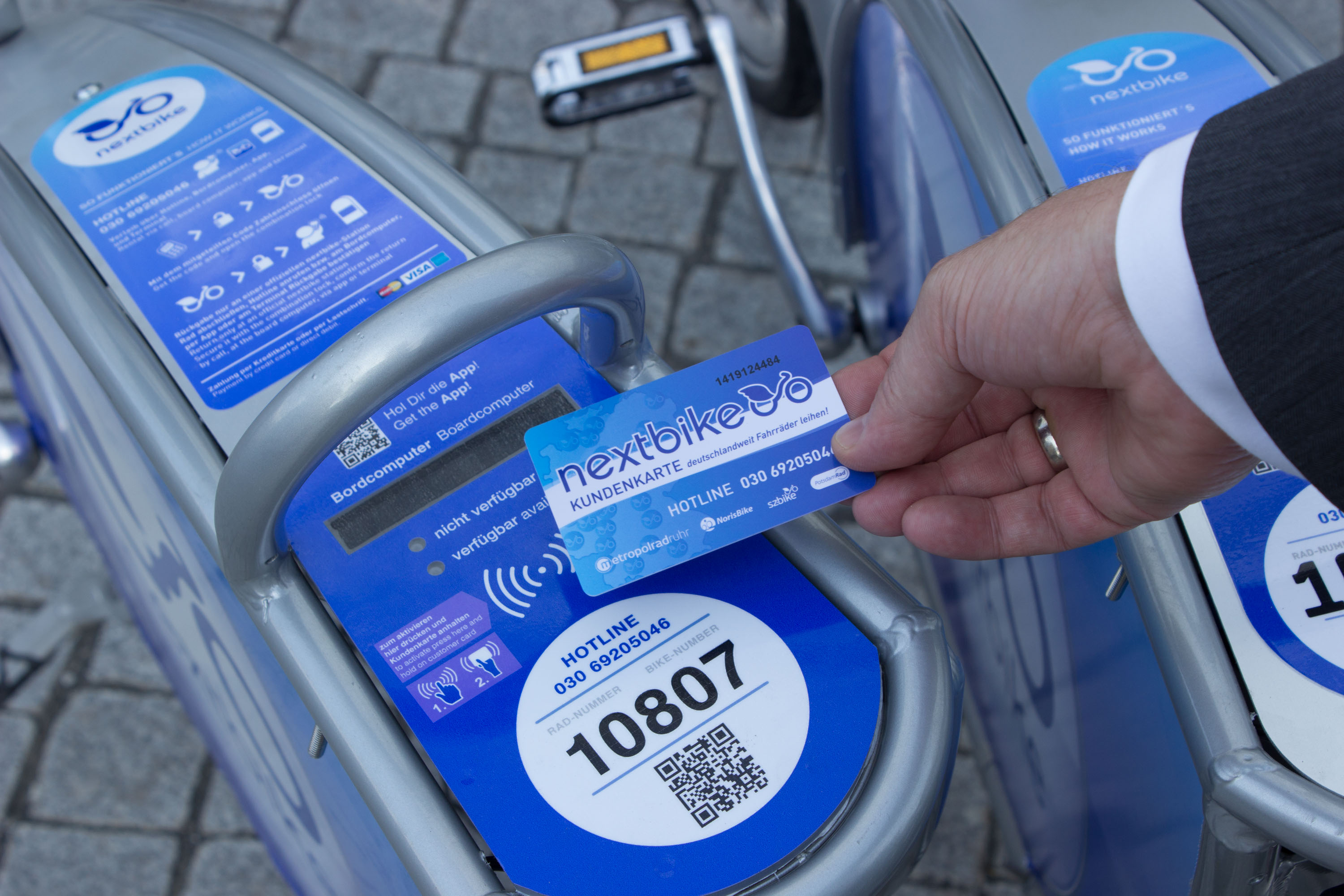
ordinateur de bord nextbike
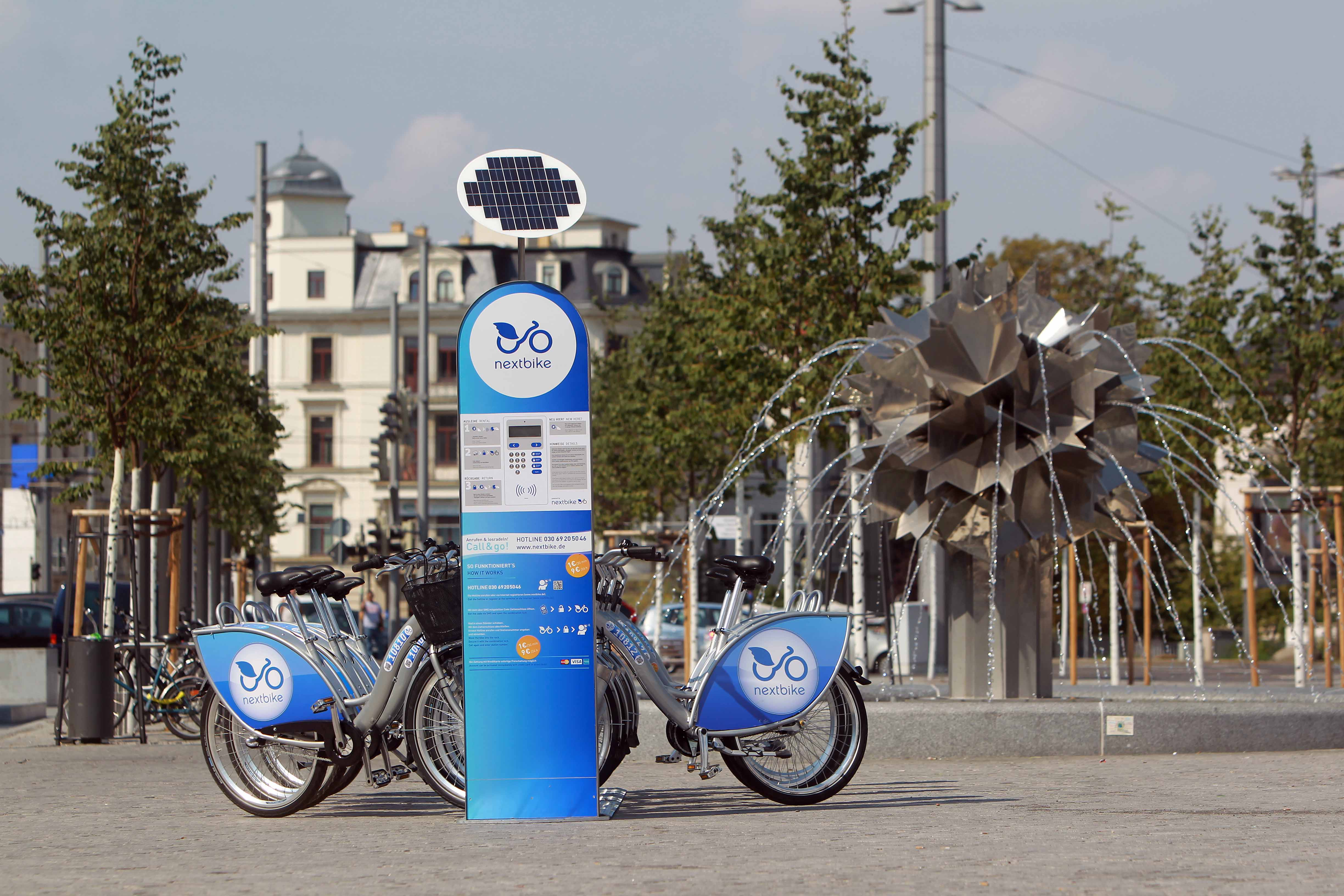
borne de la station nextbike
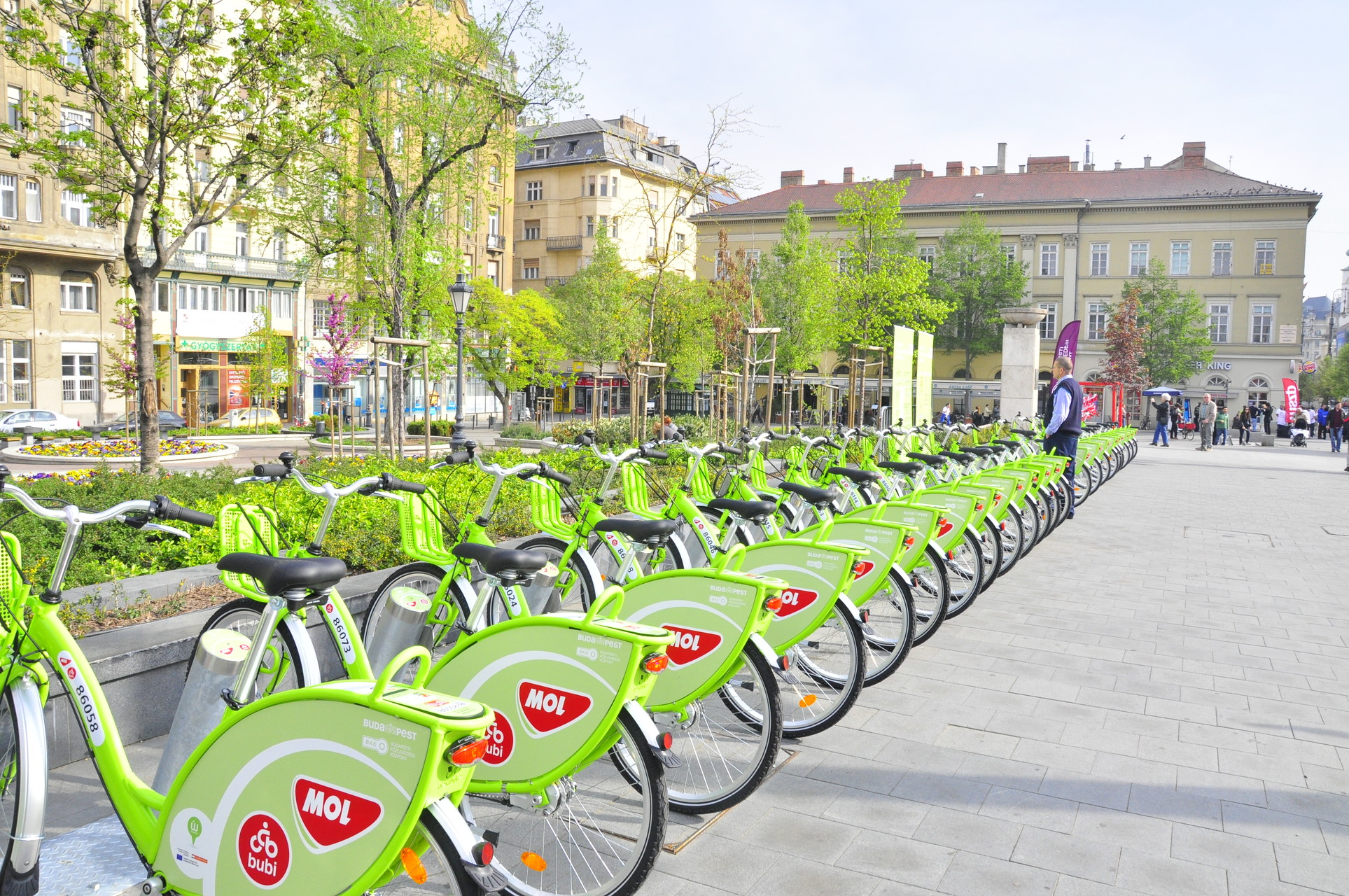
Gare MOL Bubi à Budapest
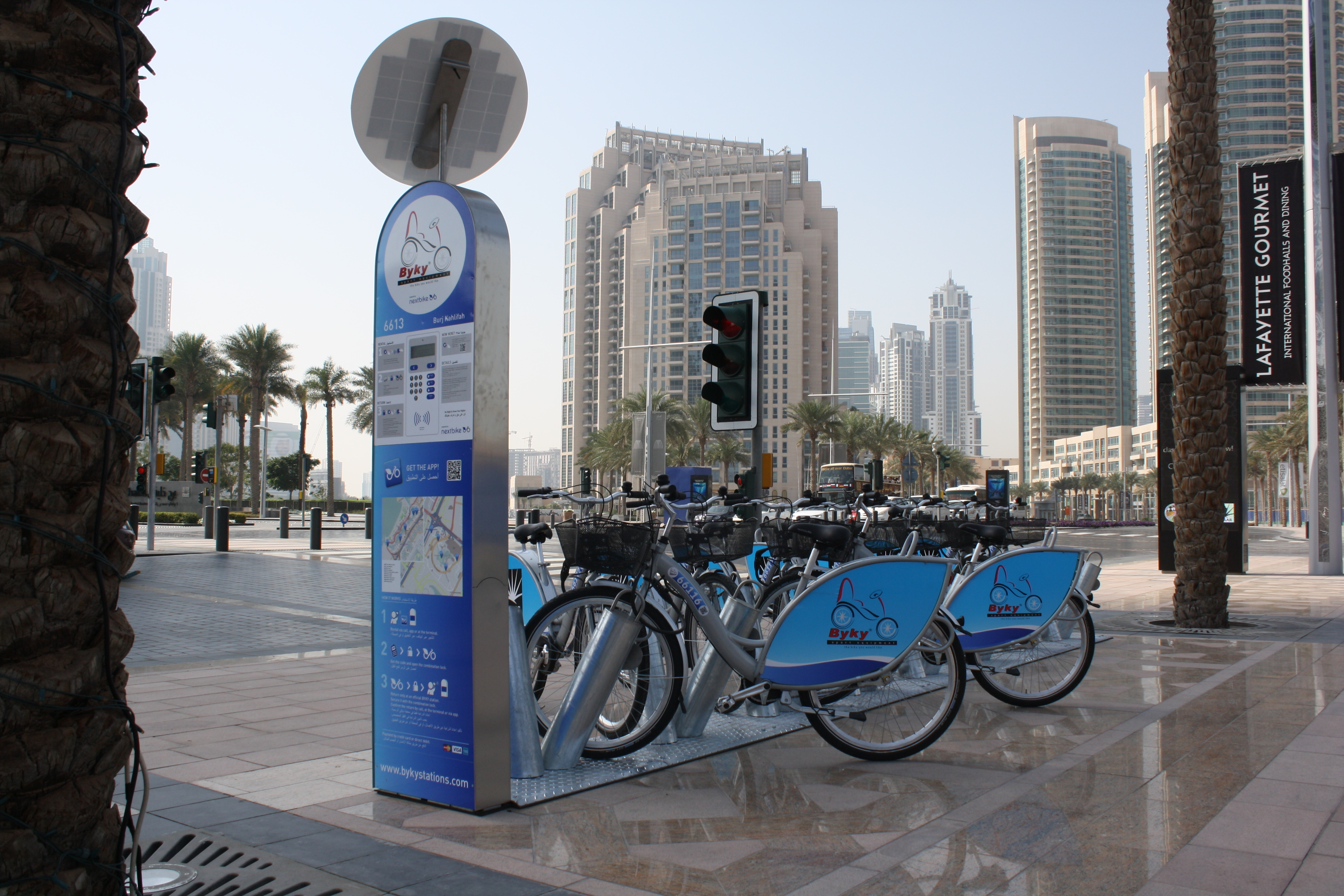
Station Bykystations à Dubaï
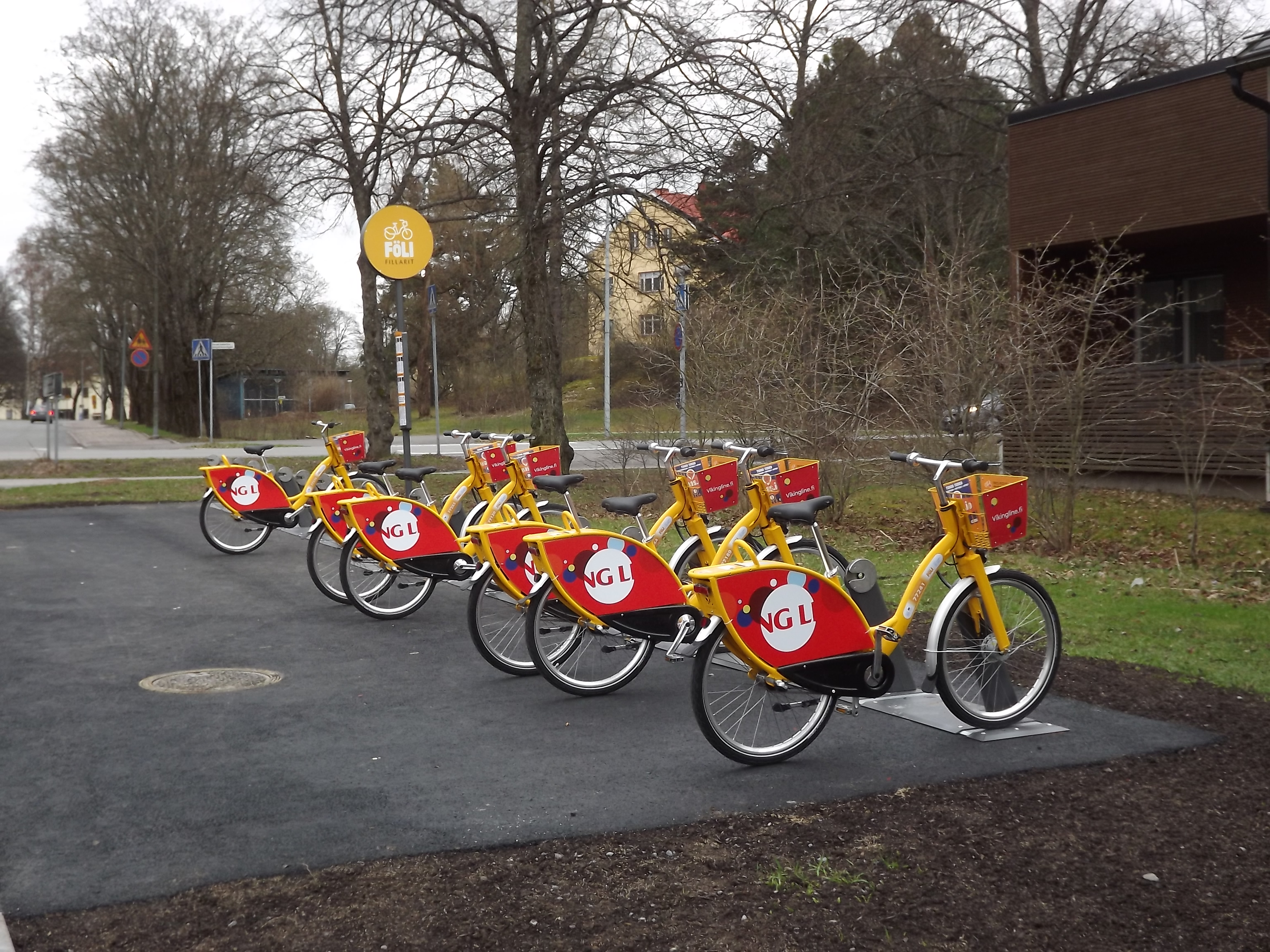
Turku, Finlande
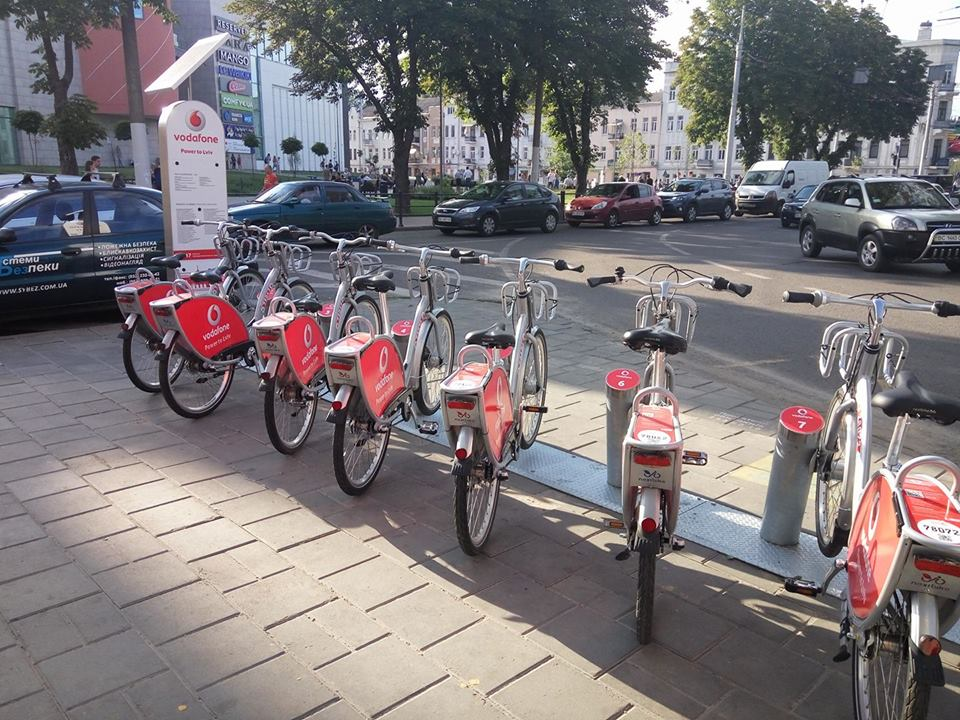
Lviv, Ukraine
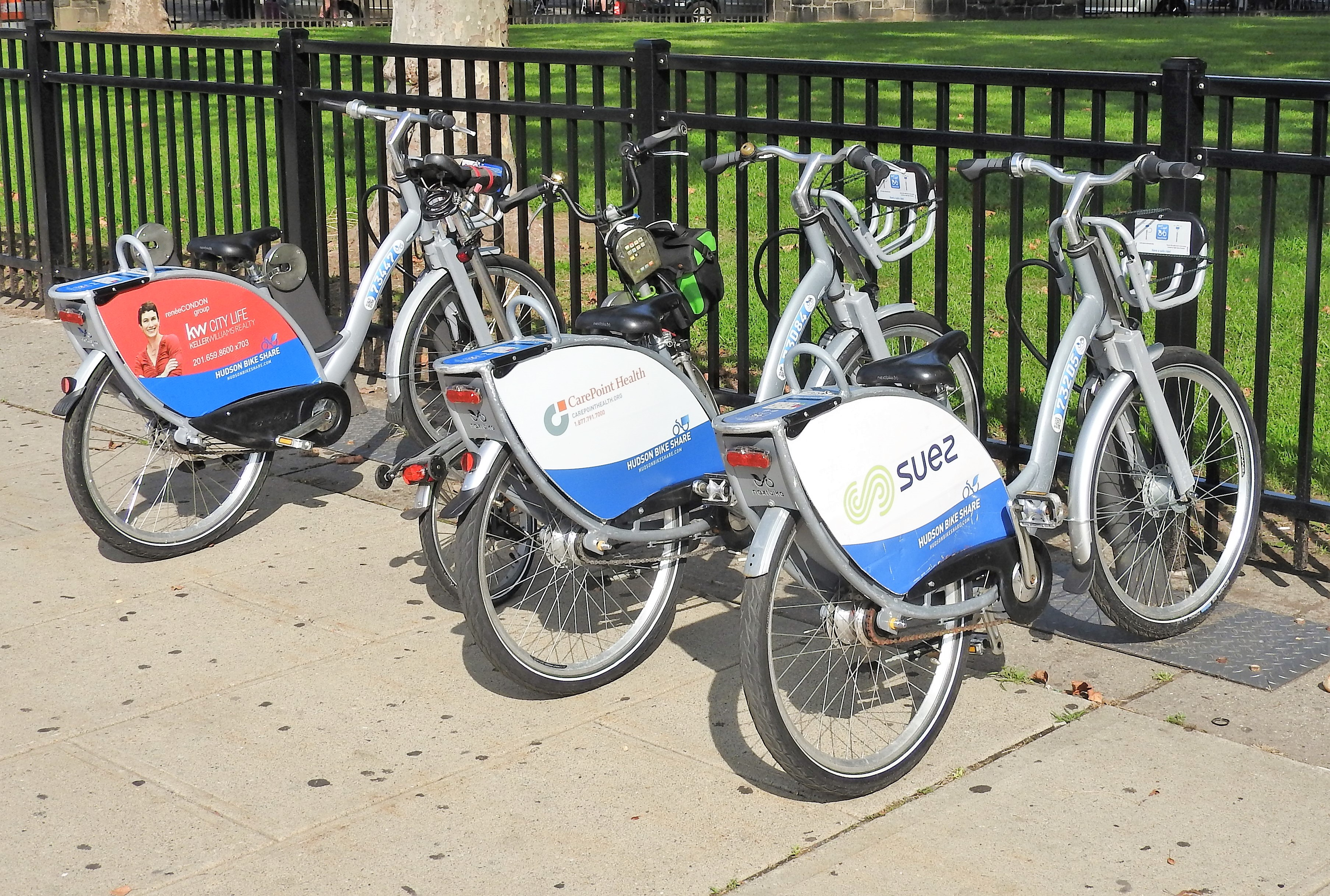
Comté d'Hudson, New Jersey, États-Unis